# Mehmet Shpendi
Mehmet Shpendi (Shkodër, 1851 - 25 juli 1915) was een Albanese guerrillastrijder. 
Shpendi nam deel aan in opstanden tegen het Ottomaanse Rijk en de Montenegrijnse strijdkrachten. In 1883 koos Mehmet Shpendi, de kant van Ded Gjo Luli om zich te verzetten tegen de commissie van Xhibalit die in 1856 werd gevormd met als doel de Montenegrijnen te misleiden. In 1890 richtte Mehmet Shpendi de "Shala Djelmnia" op, een Albanese patriottische organisatie. In 1910 vochten de troepen van Mehmet Shpendi tegen de Ottomaanse generaal Shevket Turgut Pasha, waar 300 Albanese guerrilla's betrokken waren bij de Slag om Agri tegen de Ottomanen. De Ottomaanse werden voorzien van moderne wapens. De Ottomanen schrokken van het hevige verzet van de Albanezen en verloren de strijd. Shpendi verzamelde later zijn Shala-stam en voegde zich bij de Albanezen van de Hoti-stam met hun leider Ded Gjo Luli en beiden weigerden Ottomaanse belastingen te betalen en hun wapens op te geven. Ottomaanse troepen achtervolgden hen en de Albanezen trokken Montenegro binnen. In 1911 hezen Ded Gjo Luli en Mehmet Shpendi voor het eerst in 400 jaar de Albanese vlag in de zegevierende slag om Decic. Hij wordt beschouwd als een lokale held.